# Джек Ричер, или 61 час
«Джек Ричер, или 61 час» (англ. 61 Hours, другое название — «61 час») — роман английского писателя Ли Чайлда, вышедший в 2009 году. Четырнадцатая книга из серии о бывшем военном полицейском Джеке Ричере. Является бестселлером по версии «The New York Times».

## Сюжет
Автобус, в котором едет бывший военный полицейский Джек Ричер, попадает в аварию. Из-за непогоды всех пассажиров перевозят и расселяют на неопределённое время в Болтон, штат Южная Дакота, в котором находится одна из крупнейших тюрем в США. Местные жители и правоохранительные органы подчиняются потребностям и требованиям исправительного учреждения. В тюрьме содержится лидер братства байкеров, ожидающий суда по делу о наркотиках, поэтому приоритетом для полиции становится защита единственной свидетельницы Джанет Солтер. 
Мексиканский наркобарон Платон отправляет анонимного киллера ликвидировать всех возможных свидетелей сделки с байкерами. После организации бунта, в тюрьму направляются все силы полиции и Ричер вызывается защитить Джанет Солтер. Вместе с тем он по телефону знакомится с майором Сьюзен Тернер, новым командиром 110-го подразделения военной полиции, которым раньше руководил Ричер. Джек помогает отыскать дезертира и намеревается встретиться с Сьюзен, чей голос ему понравился.
Благодаря помощи военных, Ричер узнаёт, что на территории, принадлежавшей армии США, содержатся огромные запасы метамфетамина. Также он раскрывает, что нанятый Платоном убийца — майор Холланд, начальник местной полиции, которого наркобарон шантажирует дочерью. Ричер убивает Холланда и прилетевшего за наркотиками Платона и чудом выживает после взрыва в шахте.

## Награды
2011 — Премия «Theakston Old Peculier» в номинации «Криминальный роман года»